# İsmet Inönü
Mustafa İsmet İnönü, turški general in politik, * 1884, † 1973.

## Življenjepis
Med letoma 1922 in 1924 je bil zunanji minister, nato pa do 1937 predsednik vlade Turčije. Po smrti Atatürka je postal predsednik Turčije, kar je opravljal do leta 1950. Po vojaškem državnem udaru 27. maja 1960 je bil vodja turških koalicijskih vlad do leta 1965.